# Special Olympics Belgien
Special Olympics Belgien ist der belgische Verband von Special Olympics International. Sein Ziel ist die Förderung von Sport für Menschen mit geistiger Beeinträchtigung und die Sensibilisierung der Gesellschaft für diese Mitmenschen. Außerdem betreut er die belgischen Athletinnen und Athleten bei den Special Olympics Wettkämpfen.

## Geschichte
Special Olympics Belgien wurde 1979 mit Sitz in Brüssel gegründet.

## Aktivitäten
2019 waren 19.830 Athletinnen, Athleten und Unified Partner sowie 2.600 Trainer bei Special Olympics Belgien registriert.
Der Verband nahm 2019 an den Programmen Law Enforcement Torch Run (LETR), Athlete Leadership, Healthy Athletes, Young Athletes,  Motor Activities Training Program (MATP), Healthy Communities, Unified Schools und Unified Sports teil, die von Special Olympics International ins Leben gerufen worden waren.

### Sportarten
Folgende Sportarten wurden 2019 vom Verband angeboten:
- Badminton (Special Olympics)
- Basketball (Special Olympics)
- Boccia (Special Olympics)
- Bowling (Special Olympics)
- Unihockey (Special Olympics)
- Fußball (Special Olympics)
- Golf (Special Olympics)
- Handball (Special Olympics)
- Hockey
- Kanusport (Special Olympics)
- Leichtathletik (Special Olympics)
- Netball
- Radsport (Special Olympics)
- Reiten (Special Olympics)
- Rugby
- Rhythmische Sportgymnastik (Special Olympics)
- Schneeschuhlaufen (Special Olympics)
- Segeln (Special Olympics)
- Ski Alpin (Special Olympics)
- Skilanglauf (Special Olympics)
- Schwimmen (Special Olympics)
- Snowboard (Special Olympics)
- Tennis (Special Olympics)
- Tischtennis (Special Olympics)
- Triathlon (Special Olympics)
- Turnen (Special Olympics)
- Volleyball (Special Olympics)

### Teilnahme an Weltspielen vor 2020
(Quelle: )
- 2007 Special Olympics World Summer Games, Shanghai, China (68 Athletinnen und Athleten)
- 2009 Special Olympics World Winter Games, Boise, USA (15 Athletinnen und Athleten)
- 2011 Special Olympics World Summer Games, Athen (64 Athletinnen und Athleten)
- 2013 Special Olympics World Winter Games, PyeongChang, Südkorea (20 Athletinnen und Athleten)
- 2015 Special Olympics World Summer Games, Los Angeles, USA (68 Athletinnen und Athleten)
- 2017 Special Olympics World Winter Games, Graz-Schladming-Ramsau, Österreich (26 Athletin/Athlet)
- 2019 Special Olympics, World Summer Games, Abu Dhabi (81 Athletinnen und Athleten)

### Teilnahme an den Special Olympics World Summer Games 2023 in Berlin
Special Olympics Belgien nahm an den Special Olympics World Summer Games 2023 teil. Die Delegation wurde vor den Spielen im Rahmen des Host Town Programms von Köln betreut. Sie bestand aus ungefähr 140 Personen, wovon die Hälfte Athletinnen und Athleten waren. Das Team gewann bei diesen Weltspielen 33 Gold-, 29 Silber- und  16 Bronzemedaillen.

### Teilnahme an Weltspielen nach 2023
- 2025 Special Olympics World Winter Games, Turin, Italien (21 Athletinnen und Athleten)[5]